# Tang Da Wu
Tang Da Wu, né en 1943 à Singapour, est un artiste contemporain singapourien. En 1970n il part en Grande-Bretagne étudier l’art moderne au St. Martin's College of Art & Design et au Goldsmiths College.
Il est une figure majeure de l’art moderne à Singapour, et plus largement en Asie du Sud-Est.

## Distinction
- Prix de la culture asiatique de Fukuoka